# .br
.br is het achtervoegsel van Braziliaanse domeinnamen. De naam is sinds 1989 door Jon Postel gereserveerd. Het Braziliaanse top-level-domein heeft een ongebruikelijk groot aantal second-level-domeinen. Naast min of meer gebruikelijke suffixen als .com.br en .org.br kent men bijvoorbeeld .vet.br voor dierenartsen en .art.br voor kunstgerelateerde organisaties en websites.